# Celiptera elongatus
Celiptera elongatus är en fjärilsart som beskrevs av Augustus Radcliffe Grote 1864. Celiptera elongatus ingår i släktet Celiptera och familjen nattflyn. Inga underarter finns listade i Catalogue of Life.